# Casa a quattro ambienti

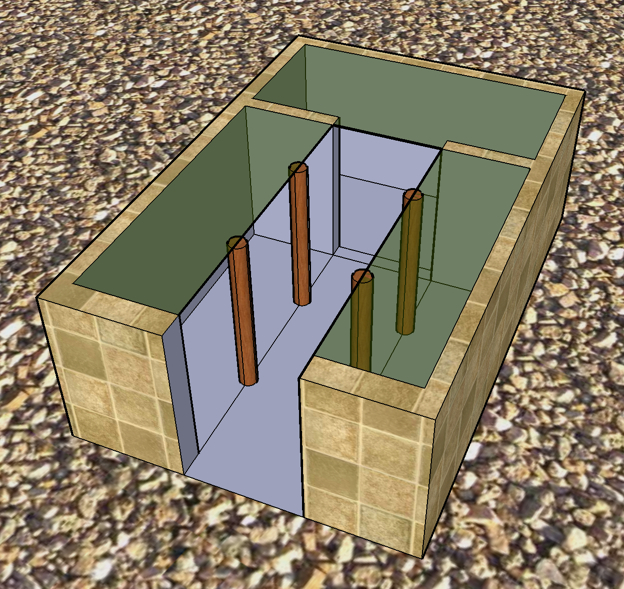
Schema del pian terreno di una "casa a quattro ambienti"

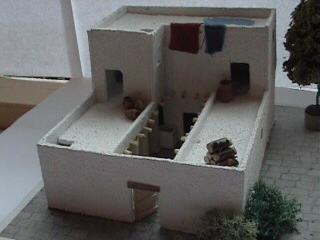
Modellino di una "casa a quattro ambienti"

La casa a quattro ambienti è una tipologia di abitazione rinvenuta in numerosi siti archeologici della Giudea biblica risalenti all'età del ferro. È chiamata anche "casa con corte interna a pilastri" o "casa israelita", poiché è considerata come elemento caratteristico dei siti israeliti dell'epoca.

## Descrizione
La pianta di questa tipologia di edificio è rettangolare, con una superficie di circa 100 m2. Come indica il suo nome è suddivisa in quattro ambienti: i primi tre rettangolari e affiancati e il quarto perpendicolare ad essi e disposto nel senso della larghezza. La separazione tra i tre ambienti affiancati è costituita non da muri ma da pilastri in pietra, generalmente monolitici, che si sono conservati in diversi casi. Le altre suddivisioni tra gli ambienti sono realizzate con muri pieni.
Esistono anche varianti della tipologia con solo tre ambienti.
L'abitazione poteva ospitare dalle 10 alle 15 persone.
La suddivisione degli spazi, secondo la maggior parte degli studiosi deriva da criteri funzionali:
- l'ambiente centrale dei tre affiancati è una corte scoperta;
- l'ambiente di sinistra, dove si trova il forno per cuocere, era utilizzato per il lavoro e la cucina;
- l'ambiente di destra era utilizzato per i pasti;
- l'ambiente longitudinale sul fondo era utilizzato per dormire.

Questo approccio funzionale è tuttavia ancora discusso.
Il modello architettonico venne adattato anche a funzioni specifiche: nei regni di Israele e di Giuda prese una forma monumentale e fu adattato ad uso pubblico (edificio tripartito a pilastri).

## Origine della pianta
Nella loro forma più semplice le abitazioni delle regioni semiaride consiste in due ambienti separati da una fila di pilastri: una possibile ispirazione per questa tipologia potrebbe essere stata la tenda nomade, con i pali di sostegno della tenda rappresentati dai pilastri. La successiva aggiunta di un terzo ambiente, ancora distinto da pilastri avrebbe quindi dato origine ad uno spazio tripartito.

## Identificazione come casa israelita
Diverse ragioni contribuiscono all'ipotesi che questa tipologia di abitazione sia specificamente israelita:
- le case a quattro ambienti hanno diffusione limitata alla Giudea nel periodo tra l'XI e il VI secolo a.C.
- i siti in cui sono stati rinvenute queste case sono generalmente caratterizzati dall'assenza di ossa di maiale, a differenza dei siti filistei e cananei, dall'assenza di scrittura e dalla presenza di giare tipiche.

Sono state rinvenute in circa 25 siti archeologici ad ovest del Giordano in territorio Giordano e in una decina di siti ad est del fiume. in territorio Israeliano. I siti principali sono Megiddo, Tell Qasile (alla periferia di Tel Aviv), la città di David (nucleo originario di Gerusalemme), monte Ebal, Tel Siqmonah (presso Haifa), Izbet Sartah (presso Rosh HaAyin), Hazor; a nord del Negev si trovano inoltre Tel Be'er Sheva, Tel Masos, Tel Bet Mirsim, Tel en Nasbeh, Tel es Saidiyah, Tel Gamma e Tel Sera.
La casa a quattro ambienti non sembra tuttavia limitata all'età del ferro o ai siti israeliti. Alcune caratteristiche di questi edifici compaiono infatti già nell'età del bronzo: a Tel Bet Mirsim una casa dell'età del bronzo medio, ha quattro ambienti, con una delle separazioni realizzati con pilastri in legno poggiati su una base in pietra. A Tel Sera la tradizione delle casa a quattro ambienti risale all'XI secolo a.C., corrispondente ad una fase di occupazione filistea e analogamente a Tel Quasile le abitazioni di questa pianta sono riferite al periodo dell'occupazione filistea (strato X).
Il modello della casa a quattro ambienti si è dunque diffuso tra gli Israeliti, fino a farlo divenire un proprio elemento caratterizzante, ma i suoi elementi erano già presenti nell'età del bronzo. Il modello può essere stato ripreso dagli strati più poveri delle popolazioni cananee e fu forse adottato dai nuovi arrivati israeliti e filistei come modello standard per le abitazioni.